# Summerdale (Alabama)
Summerdale es un pueblo ubicado en el condado de Baldwin en el estado estadounidense de Alabama. En el censo de 2000, su población era de 655.

## Demografía
En el 2000 la renta per cápita promedia del hogar era de $ 27.917$, y el ingreso promedio para una familia era de 32.159$. El ingreso per cápita para la localidad era de 13.775$. Los hombres tenían un ingreso per cápita de 26.563$ contra 19.167$ para las mujeres.

## Geografía
Summerdale está situado en 30°29′15″N 87°42′4″O / 30.48750, -87.70111 (30.487630, -87.701121).
Según la Oficina del Censo de los EE. UU., la ciudad tiene un área total de 5.21 millas cuadradas (13.50 km²).